# Tapalazunaulis
Tapalazunaulis va ser rei d'Arzawa cap a l'any 1325 aC. Era fill del rei Uhha-Ziti.
Mursilis II va atacar el regne d'Arzawa per lluitar contra Uhha-Ziti, i quan ja havia conquerit algunes ciutats, va caure un meteorit a la ciutat d'Apasa, i va ferir Uhha-Ziti, que es va posar malalt. Al no poder lluitar va enviar el seu fill Piyama-Kurunta contra Mursilis, però els hitites van vèncer en la batalla del riu Astarpa, prop de la ciutat de Walma. Després de la derrota de Piyama-Kurunta, Uhha-Ziti va fugir a una illa "lluny, al mar" i allà es va quedar. La població d'Arzawa va fugir. Alguns es van refugiar a les muntanyes d'Arinnanda, altres es van refugiar a la ciutat de Puranda i altres van marxar amb el rei Uhha-Ziti a l'exili.
Tapalazunaulis havia fugit amb el seu pare a les illes de la mar Egea, però va tornar i va ocupar la ciutat de Puranda. Mursilis II va marxar del campament d'hivern que havia construït vora el riu Astarpa, i es va encaminar cap aquella ciutat, on Tapalazunaulis va sortir per combatre'l, amb els carros de guerra i l'exèrcit. Mursilis s'hi va enfrontar i va vèncer i destruir l'exèrcit. Tapalazunaulis es va refugiar a la ciutat i el rei hitita hi va posar setge i la va deixar sense aigua. Taparazunaulis va agafar por i durant la nit va escapar, amb la seva dona, els seus fills i alguns seguidors, i quan Mursilis ho va saber els va fer perseguir. Les tropes hitites van capturar la dona i els fills i els van portar davant del rei, que els va traslladar a Hattusa juntament amb setze mil presoners i un immens botí, quan la ciutat de Puranda va caure. Es desconeix la sort final de Tapalazunaulis.